# Alfred de Grote
Alfred de Grote (Oudengels: Ælfrēd, Ælfrǣd; Wantage (Oxfordshire), 848/849 - Winchester, 26 oktober 899) was koning van Wessex en koning der Angelsaksen van 871 tot 899.
Alfred staat bekend om zijn verdediging van de Angelsaksische koninkrijken van Zuid-Engeland tegen de Denen, waardoor aan hem het epitheton "de Grote" wordt toegekend. Alfred was de eerste koning van Wessex die zichzelf de "koning van de Angelsaksen" noemde. Details van zijn leven worden beschreven in een werk van de 10e-eeuwse Welshe geleerde en bisschop Asser. Alfred was een geleerd man, hij moedigde onderwijs aan, en hij verbeterde het rechtssysteem en de militaire structuur van zijn koninkrijk. Hij wordt beschouwd als een heilige door sommige katholieken, maar werd nooit officieel heilig verklaard. De Anglicaanse Gemeenschap vereert hem als een christelijke held, met een feestdag op 26 oktober. Afbeeldingen van hem worden vaak gevonden in gebrandschilderd glas in parochiekerken van de Anglicaanse Kerk.

## Jeugd
Alfred werd geboren in een tijd dat Engeland verdeeld was in meerdere Angelsaksische koninkrijken. De Denen waren in grote delen van het oosten en midden van Engeland (de 'Danelaw') aan de macht en de Noren waren aanwezig in het noordwesten van het land.
Als jongste zoon was Alfred voorbestemd om geestelijke te worden. Dat was vermoedelijk de reden van zijn goede opleiding, die zijn bijzondere belangstelling voor geloof en literatuur stimuleerde.
In 854 reisde Alfred met zijn vader Æthelwulf naar Rome en bezocht met hem, op de terugweg, het hof van de Franse koning Karel de Kale.

## Onderkoning onder Æthelred

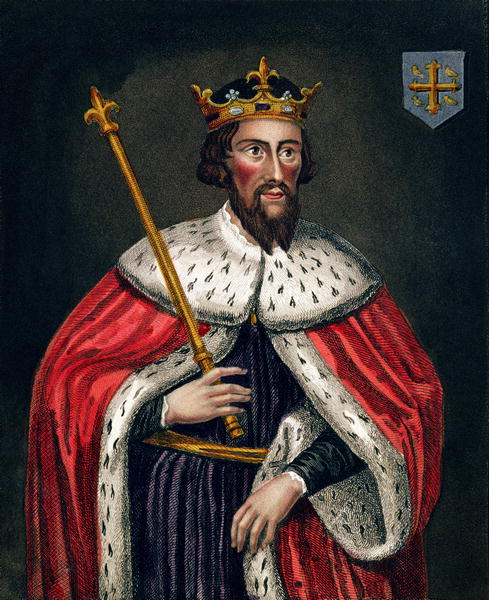
19e-eeuwse afbeelding van Alfred de Grote

Tijdens de korte regeerperioden van zijn twee oudste broers, Æthelbald van Wessex en Æthelberht van Wessex, werd Alfred niet genoemd. Zijn openbare leven begon pas toen zijn derde broer, Æthelred I van Wessex, in 866 de troon van het koninkrijk Wessex besteeg. Het is gedurende deze periode dat bisschop Asser hem met de unieke titel "secundarius" aanduidt, een positie die verwant kan zijn aan die van de Keltische tanist, een erkende opvolger die nauw verbonden is aan de regerende monarch. Het is mogelijk dat deze regeling door de vader van Alfred, of door de Witan werd getroffen om te waken tegen het gevaar van een omstreden opvolging mocht Æthelred in de strijd vallen. De regeling om een opvolger als koninklijk prins en militair bevelhebber te kronen is ook bekend in onder andere Germaanse stammen, zoals de Zweden en Franken, stammen aan wie de Angelsaksen nauw waren verwant.

### Strijd tegen de Denen
In 868 vochten de broers een vergeefse strijd om de Denen uit het aangrenzende koninkrijk Mercia te weren. Daarna bleef Wessex vervolgens bijna twee jaar lang van aanvallen gespaard, omdat Alfred de Vikingen een schatting betaalde om het koninkrijk Wessex met rust te laten. De Denen concentreerden zich in deze periode op de verovering van het koninkrijk East Anglia, een doel dat zij in 870 wisten te verwezenlijken. Met de komst van het Grote zomerleger onder leiding van de Deense koning Bagsecg was het echter met de relatieve rust in Mercia en Wessex gedaan. Bacsegc voegde zich met zijn troepen bij het Grote heidense leger dat in 865 onder leiding van Ivar de Beenderloze en Halfdan Ragnarsson aan de Engelse oostkust was geland. Vanaf 31 december 870 begon een half jaar van heftige strijd met de Denen. Voor het koninkrijk Wessex was het nu erop of eronder:
- 31 december 870: Æthelred en Alfred versloegen de Denen in Berkshire.
- 4 januari 871: Æthelred en Alfred vielen de Denen aan bij Reading. Ze werden daar echter teruggedreven waarbij aan beide zijden grote verliezen werden geleden.
- 8 januari 871: de slag bij de niet meer bekende plaats Ashdown in Berkshire. Volgens de overlevering hadden de Angelsaksische troepen een gunstige positie maar besloot Æthelred om voor de slag nog een mis bij te wonen. Alfred besloot om niet op hem te wachten omdat hij bang was dat de Denen hun positie zouden verbeteren. Alfred viel aan en toen op een cruciaal moment Æthelred alsnog verscheen, wonnen de Angelsaksen de slag. Aan beide zijden vielen veel slachtoffers, waaronder de Deense koning, Bagsecg en vijf van diens jarls.
- 22 januari 871: de Angelsaksen werden verslagen bij Basing in het noorden van Hampshire
- 22 maart 871: de Angelsaksen werden verslagen bij Merton (het is niet bekend waar deze plaats ligt). Hier werd Æthelred gedood en Alfred de nieuwe koning. Tijdens de begrafenis versloegen de Denen de Angelsaksen nog een keer
- mei 871: de Angelsaksen werden verslagen bij Wilton in Wiltshire waarbij ook Alfred aanwezig was.

## Koning

### Strijd met de Denen
Na de campagne van 871 begreep Alfred dat zijn militaire situatie niet kansrijk was en sloot hij in ruil voor een groot geldbedrag een vrede voor 5 jaar. Na het verstrijken van deze periode vielen de Denen prompt weer aan en trokken in een boog om het Engelse leger heen naar Dorset. In 877 stelden de Denen onderhandelingen voor maar veroverden ondertussen wel Exeter. Alfred belegerde ze daar en een Deense vloot werd door een storm overvallen. De Denen moesten zich daarna terugtrekken naar Mercia. In januari 878 veroverden de Denen Chippenham, een residentie van Alfred waaruit hij met een kleine groep strijders ternauwernood wist te ontsnappen. Alfred vestigde zich na Pasen op Athelney, een droog gebied tussen grote kustmoerassen, en bestreed de Denen van daaruit met een strijdmacht die hij vormde uit lokale milities. Uit deze periode stamt de populaire legende dat Alfred incognito onderdak krijgt van boeren en op het brood moet letten dat de boerin aan het bakken is. Alfred laat in gedachten verzonken het brood verbranden en krijgt vervolgens vreselijk op zijn kop van de boerin. Ook zou Alfred, vermomd als minstreel, het kamp van de Denen zijn binnengegaan om zo hun plannen te weten te komen. Een Deense expeditie werd bij Cannington vernietigend verslagen door de lokale Saksische milities. De rest van het Deense leger werd door Alfred verslagen bij Edington (Somerset). De Denen die konden vluchten werden door de honger gedwongen om uit de bossen tevoorschijn te komen en zich over te geven. Alfred sloot met de Denen het verdrag van Wedmore, waarbij zij de Danelaw (het gebied in het noorden en oosten van Engeland, inclusief Londen) behielden. De Deense aanvoerders lieten zich dopen.
In 884 viel een Deense vloot (uit Denemarken) aan in Kent. De Engelse Denen sloten zich bij hen aan. Alfred ging in de tegenaanval en heroverde in 886 Londen. Er werd een nieuw vredesverdrag gesloten, waarbij Alfred Kent en Londen behield. Ook werden uitgebreide afspraken gemaakt om het vreedzaam naast elkaar leven van Denen en Angelsaksen te waarborgen, zoals regelingen voor weergeld bij moord, verbod om elkaars bevolking te dwingen om dienst te nemen in het leger, afspraken over rechtszaken, verbod om vee of slaven te kopen zonder dat betrouwbare getuigen borg stonden voor de herkomst daarvan, en het recht om over en weer contact te hebben en handel te drijven.
In 893 vielen twee vloten uit Denemarken met strijders en kolonisten (met vrouwen en kinderen) opnieuw Kent aan. In 894-895 werd een van deze legers verslagen door Alfreds zoon Edward. Alfred zelf trok naar Exeter dat door de Engelse Denen werd belegerd, en ontzette de stad. Het tweede Deense leger trok langs de Thames landinwaarts maar werd bij de grens met Wales verslagen door een leger onder leiding van lokale Saksische edelen. De Denen trokken zich uiteindelijk terug in Chester. Een jaar later dwongen voedseltekorten de Denen om zich terug te trekken naar Essex. Daarna trokken de Denen met hun schepen de Lea (een zijrivier van de Thames) op en bouwden een fort, 30 km ten noorden van Londen. Aanvallen op het nieuwe Deense fort mislukten maar Alfred wist wel de rivier te blokkeren zodat de Deense vloot opgesloten zat. Uiteindelijk trokken de Denen zich terug. In 897 had Alfred de controle over bijna geheel Engeland. De Denen hadden alleen nog de macht in East Anglia en de kuststreken rond York.
Gedurende zijn regering waren de Welshe aanvoerders zijn bondgenoten tegen de Denen. Alfred zou ook goede contacten met Ierland hebben gehad.

### Bestuur
Alfreds succes tegen de Denen is vooral te danken aan zijn organisatievermogen. Zo creëerde hij een staand leger door een soort roterende dienstplicht in te voeren, waarbij dus altijd een deel van de weerbare bevolking onder de wapenen was. Dit was een hele verbetering ten opzichte van de oude situatie waarbij het leger pas werd geformeerd als er een concrete dreiging of zelfs aanval was, en waarbij het ook gebruikelijk was om versterkingen niet te bemannen. Het systeem had wel kinderziekten zoals bleek toen in 893 het leger dat aan het einde van zijn termijn was, abrupt stopte met de belegering van een stad en naar huis ging, voordat Alfreds aflossing was aangekomen. Ook begint Alfred met georganiseerde zeestrijdkrachten, echter nog zonder veel succes. Wel wordt Alfred daardoor beschouwd als de grondlegger van de Britse marine. Alfred sticht een aantal burchten die ook zijn bedoeld als kern van stedelijke ontwikkeling. Het is niet zo dat Alfred het districtenstelsel (shires) heeft uitgevonden maar hij heeft het systeem wel consequent doorgevoerd in de gebieden die hij op de Denen had veroverd. Hij plaatste shires (graafschappen) onder het gezag van een earl (Oud-Engels ealdorman of 'oudste'). Hij benoemde ook 'sheriffs' die zijn gezag ter plaatse moesten uitoefenen. De witenagemot, een vergadering van de rijksgroten, besprak de staatszaken en moest uit de nakomelingen van Alfred een opvolger kiezen. Alfred liet een nieuw wetboek samenstellen in de volkstaal, op basis van het traditionele Saksische recht maar ook gebaseerd op de tien geboden en ethische regels uit de bijbel: het Doom book.

### Culturele betekenis
Alfred had goede contacten met de paus, correspondeerde met de patriarch van Jeruzalem en had contact met de kalief van Bagdad. Alfred had een goede ontwikkeling en intellectuele ambities en leerde op latere leeftijd zelfs Latijn. De oorlogen met de Denen hadden echter een zware slag toegebracht aan de kloosters en aan de wetenschap. Alfred stichtte daarom enkele kloosters en een hofschool, waarvoor hij talentvolle leraren uit het buitenland liet overkomen. Hij liet een aantal belangrijke Latijnse teksten vertalen, en heeft daar zelf ook een belangrijke bijdrage aan geleverd:
- Dialogen van Gregorius, Cura pastoralis (Herdelijke zorg) door Gregorius de Grote
- Historiae Adversus Paganos Libri Septem (Algemene geschiedenis) door Orosius
- Confessiones van Augustinus
- Historia ecclesiastica gentis Anglorum volk door Beda, in een verkorte versie
- De consolatione philosophiae door Boethius –vrij bewerkt

Daarnaast heeft Alfred vermoedelijk opdracht gegeven, en misschien meegewerkt aan, de Angelsaksische Kroniek, een beschrijving van Saksische martelaren en een vertaling van de eerste 50 psalmen.

### Dood en begrafenis
Alfred stierf op 26 oktober van het jaar 899 in Wantage en werd begraven in de Old Minster in Winchester. Hij werd opgevolgd door zijn zoon Eduard de Oudere. Het lichaam van Alfred werd later overgebracht naar de New Minster. Op de plaats van de New Minster is later nog de Kathedraal van Winchester gebouwd. Alfreds graf is verloren gegaan en er zijn bij archeologisch onderzoek wel stoffelijke resten gevonden die aan Alfred worden toegeschreven, maar dat is zeer twijfelachtig.
Alfred wordt als heilige vereerd in de Anglicaanse en de Oosters-orthodoxe Kerk.

## Huwelijk en kinderen
Alfred trouwde in 868 te Winchester met Ealhswith van de Gaini (overleden te Winchester, 5 of 8 december 905). Ealhswith stichtte de Maria-abdij in Winchester en werd daar na de dood van haar man non. Zij is daar begraven en later herbegraven in de kathedraal van Winchester. Zij was dochter van Æthelred Mucil, ealdorman van Gainis in Mercia, en Eadburga uit het koningsgeslacht van Mercia. Zij en Alfred kregen de volgende kinderen:
- Æthelflæd trouwde met Æthelred II, ealdorman van Mercia
- Eadmund, jong overleden
- Eduard de Oudere (871-924)
- Elfreda
- Æthelgiva, non en vanaf 888 abdis van de abdij van Shaftesbury, daar ca. 896 overleden en begraven
- Ælfthryth van Wessex trouwde met graaf Boudewijn II van Vlaanderen
- Æthelweard (ca. 880 - 16 oktober 922, begraven in de kathedraal van Winchester). Vader van Turketul, kanselier van koning Æthelstan van Engeland, en van Ælfwin en Æthelwin die voor Æthelstan vochten en sneuvelden in de slag bij Brunanburh in 937.

Cerdic · Cynric · Ceawlin · Ceol · Ceolwulf · Cynegils · Cwichelm · Cenwalh · Penda van Mercia/Cenberht (?) · Cenwalh · Seaxburg · Æscwine · Centwine · Cædwalla · Ine · Æthelheard · Cuthred · Sigeberht · Cynewulf · Beorhtric · Egbert · Æthelwulf · Æthelbald · Æthelberht · Æthelred · Alfred de Grote · Eduard de Oudere · Æthelstan
- Bibsys: 90550377
- Biblioteca Nacional de Chile: 000623271
- Biblioteca Nacional de España: XX1186395
- Bibliothèque nationale de France: cb12212704s (data)
- CiNii: DA04345718
- Gemeinsame Normdatei: 118637681
- International Standard Name Identifier: 0000 0001 1594 5283
- Library of Congress Control Number: n80069041
- Bibliotheek van het Japanse parlement: 00620256
- Nationale Bibliotheek van Tsjechië: jn20010525340
- Nationale bibliotheek van Australië: 35003154
- Nationale Bibliotheek van Israël: 987007257503205171
- Nationale Bibliotheek van Polen: a0000002220274
- Nederlandse Thesaurus van Auteursnamen: 072253991
- Istituto Centrale per il Catalogo Unico: CFIV168972
- LIBRIS: 207409
- SNAC: w6zk5dt0
- Système universitaire de documentation: 030780098
- Trove: 785659
- Union List of Artist Names: 500227156
- Virtual International Authority File: 10639246
- WorldCat: E39PCjrGtQ7hdkMC4QqRfHCDHK